# 德理格
德理格（Teodorico Pedrini，1671年6月30日—1746年12月10日），意大利的遣使會（味增爵會）傳教士、神父、音樂家和作曲家。曾為清廷修訂《律呂正義》，後收入四庫全書。他是北京西堂（西直門天主堂）的創始人。

## 來華旅程
德理格在1702年於教宗克萊孟十一世的邀請下前往中國。其旅程甚長，由佛朗奇吉納朝聖道到達利佛諾，然後坐船到土倫，再到巴黎。其後，他又於1703年12月26日，和其他傳教士一起離開聖馬洛，前往南美洲，1704年7月船隻抵達秘魯，輾轉下，他在1711年（康熙50年）2月6日抵達北京。

## 清廷重用
他曾受清廷重用，但當清廷得知他奉羅馬天主教皇命令，推翻利瑪竇漢化天主教政策時，清廷十分憤怒。

## 外部連結
- http://www.teodoricopedrini.it/ （页面存档备份，存于）
- http://cembalo.blog.sohu.com/31174052.html （页面存档备份，存于） 2007-01-25 | 德理格和他的奏鸣曲--沈凡秀
- YouTube上的專輯 - Pedrini: Concert baroque à la Cité Interdite播放列表